# Ryton (Tyne and Wear)
Ryton är en stad i Gateshead i Tyne and Wear i England. Staden är belägen 9,8 km 
från Newcastle upon Tyne. Orten har 16 437 invånare (2015).